# La Thụy Khanh
La Thụy Khanh (31 tháng 5 năm 1906 — 3 tháng 8 năm 1978) là một sĩ quan quân đội, chính khách nước Cộng hòa Nhân dân Trung Hoa và Đại tướng Quân Giải phóng Nhân dân Trung Quốc. Ông tạo ra bộ máy an ninh và cảnh sát của Cộng hòa Nhân dân Trung Hoa sau chiến thắng của Đảng Cộng sản trong cuộc nội chiến với vai trò là Bộ trưởng Bộ Công an đầu tiên từ năm 1949 đến năm 1959 và sau đó giữ chức vụ Tổng Tham mưu trưởng Quân Giải phóng Nhân dân Trung Quốc từ năm 1959 đến năm 1965, đạt được chiến thắng quân sự trong chiến tranh Trung-Ấn.
Mặc dù là một cộng sự thân thiết và ủng hộ Mao Trạch Đông trong nhiều thập kỷ, La Thụy Khanh đã bị nhắm đến và thanh trừng trong Cách mạng Văn hóa, mà ông phản đối ngay từ đầu.

## Gia đình
La Thụy Khanh có đông con. Nhưng nổi bật nhất là ông La Vũ. Ông Vũ từng là một đại tá của PLA, nhưng vì bất đồng chính kiến do sự hủ bại trong quân đội cùng sự kiện Thiên An Môn, mà đã bị khai trừ khỏi Đảng Cộng Sản Trung Quốc, bị tước quân hàm. Sau này cũng chính ông này là người chỉ trích gay gắt chính quyền hiện tại Trung Quốc, hơn nữa ông còn xuất bản cuốn sách “Gợi ý với chú em Tập Cận Bình” hòng mong ông Tập chấm dứt chế độ độc tài để chuyển sang một nền dân chủ hơn. Ông cũng cho rằng đây chính là chìa khoá để chấm dứt tham nhũng vốn đã tồn tại dai dẳng ở Trung Quốc

## Tiểu sử
La Thụy Khanh sinh năm 1906 tại Nam Sung, tỉnh Tứ Xuyên và gia nhập Đảng Cộng sản Trung Quốc năm 1928, ở tuổi 22. Ông là con trai cả của một địa chủ giàu có tên là La Xuân Đình (罗春庭), có tổng cộng sáu người con. Tuy nhiên, La Xuân Đình là một người nghiện thuốc phiện và mất tất cả tài sản của mình do nghiện và cả gia đình phải phụ thuộc vào mẹ của La Thụy Khanh, người không để lại một tên chính thức, nhưng chỉ có họ của bà là Tiên (鲜). Bất chấp giảm sút sự giàu có của gia đình, gia đình của La Thụy Khanh vẫn có đủ khả năng chi trả số tiền lớn cần thiết cho việc học của ông và sự việc này được sử dụng bởi Hồng vệ binh để tấn công La Thụy Khanh trong Cách mạng Văn hóa. Đầu đời của La Thụy Khanh cố tình bị lờ đi trong các hồ sơ chính thức của Trung Quốc cho đến những năm 1990, bởi vì xuất thân tiểu tư sản của ông không phù hợp với môi trường chính trị cho đến cuối thế kỷ XX.
La Thụy Khanh đã tham gia vào Vạn lý Trường chinh và giữ một số chức vụ an ninh trong Quân Giải phóng Nhân dân Trung Quốc. Ông được chuyển đến Thiểm Tây để điều hành khóa đào tạo các cán bộ trẻ. Ông đã lãnh đạo một số thanh trừng ủng hộ cựu Tổng Bí thư Vương Minh. Sau đó, ông được giao phụ trách loại bỏ phe trung thành với Trương Quốc Đảo, đối thủ của Mao Trạch Đông trong Phương diện quân số 4, ngay sau thất bại chính trị của ông.
Sau khi thành lập nước Cộng hòa Nhân dân Trung Hoa, La Thụy Khanh được bổ nhiệm làm Bộ trưởng Bộ Công an và Ủy viên Ủy ban Quân sự Trung ương. Ông rất có trách nhiệm củng cố hệ thống mới chống lại kẻ thù trong nước; năm 1950, tại một hội nghị ở Bắc Kinh, ông ủng hộ việc thành lập một lực lượng bán quân sự dưới quyền của Bộ tương tự với lực lượng vũ trang của Bộ Nội vụ Liên Xô.
La Thụy Khanh đã tham gia chiến tranh Triều Tiên từ năm 1950 đến năm 1953. Ông được trao tặng quân hàm Đại tướng, quân hàm cao nhất trong Quân Giải phóng Nhân dân năm 1955.
Tại Đại hội đại biểu Toàn quốc Đảng Cộng sản Trung Quốc lần thứ 8 năm 1956, ông được bầu làm Ủy viên Ủy ban Trung ương Đảng, Bí thư Ban Bí thư Trung ương Đảng Cộng sản Trung Quốc và Tổng Thư ký Ủy ban Quân sự Trung ương. Năm 1959, ông cũng được bầu làm Phó Thủ tướng Quốc vụ viện Cộng hòa Nhân dân Trung Hoa.
Sau khi Hoàng Khắc Thành bị đưa ra khỏi chức vụ của mình năm 1959 cùng với Bành Đức Hoài, La Thụy Khanh đã thay thế ông làm Tổng Tham mưu trưởng Quân Giải phóng Nhân dân Trung Quốc. Tuy nhiên, sự miễn cưỡng của ông để theo đuổi ý tưởng của Mao Trạch Đông nhấn mạnh việc đào tạo chính trị trong quân đội và mối bất hòa với Lâm Bưu dẫn ông đến việc giảm bớt các chức vụ của mình vào tháng 12 năm 1965, mặc dù ông vẫn là Phó Thủ tướng.
Năm 1965 ông có chuyến thăm Việt Nam Dân Chủ Cộng Hòa và đưa ra cam kết Trung Quốc sẽ tham chiến trực tiếp nếu Hoa Kỳ tấn công Bắc Việt Nam. Và chỉ sau vài năm Trung Quốc đã thực sự đưa quân sang tham chiến khi chiến tranh lan rộng sang Bắc Việt Nam. 
Trong những giai đoạn đầu của Cách mạng Văn hóa, ông bị quy là một phần của "bè lũ chống đảng Bành-La-Lục-Dương" (với Bành Chân, Lục Định Nhất và Dương Thượng Côn). Sau các hội nghị phê bình, ông đã tự tử bất thành vào ngày 16 tháng 3 năm 1966 bằng cách nhảy từ tầng ba của một tòa nhà, còn sống sót nhưng phá vỡ cả hai chân của mình. Đây được xem là một bằng chứng về tội lỗi của ông, vì vậy ông nhận được nhiều lời chỉ trích công khai hơn sau khi ông bình phục. Ông đã phải nhập viện nhiều lần trong những năm tiếp theo và ông buộc phải cắt chân trái của mình năm 1969.
La Thụy Khanh được phục hồi danh dự bởi Mao Trạch Đông trong một cuộc họp của Ủy ban Quân sự Trung ương năm 1975, khi ông mới nhận ra rằng Lâm Bưu đã bịa đặt ra một vụ án chống lại cựu Tướng. Năm 1977, La Thụy Khanh được bầu làm Ủy viên Ủy ban Trung ương Đảng khóa XI và trở lại chức vụ của mình là Tổng Thư ký Ủy ban Quân sự Trung ương.
La Thụy Khanh qua đời ngày 3 tháng 8 năm 1978 trong khi ở Tây Đức để điều trị y tế.